# Undis Blikkenová
Ragnhild Undis Blikkenová (7. května 1914 Hamar – 22. ledna 1992) byla norská rychlobruslařka.
Zúčastnila se prvního neoficiálního ženského Mistrovství světa 1933. Následujícím se na neoficiálním MS umístila na první příčce. V letech 1936 (10. místo) a 1938 (5. místo) startovala na oficiálních mistrovstvích světa. Na norských šampionátech se několikrát umístila na stupních vítězů: v letech 1934, 1936 a 1938 zvítězila a v letech 1933, 1935 a 1940 byla druhá. Poslední závody absolvovala v roce 1940.